# Жирухіни
Жиру́хіни (рос. Жирухины) — присілок у складі Орічівського району Кіровської області, Росія. Входить до складу Усовського сільського поселення.
Населення становить 2 особи (2010, 5 у 2002).
Національний склад станом на 2002 рік — росіяни 100 %.